# Unção que Une
Unção que Une é um álbum de estúdio de Heloisa Rosa em parceria com o ministério Atmosfera de Adoração, lançado em 2006 de forma independente.
O álbum foi gerado na intenção de celebrar a amizade e o companheirismo existente entre o Ministério Irineo Grubert (Atmosfera de Adoração) e Heloisa Rosa. Este trabalho tem como principal proposta valorizar as músicas cristãs contemporâneas e as antigas, apontando as raízes de onde surgiram estes dois ministérios.
O álbum conta com cinco faixas interpretadas por Heloisa Rosa e outras cinco pelo ministério Atmosfera de Adoração.

## Faixas
| N.º            | Título                                    | Compositor(es)                                  | Duração |  |
| 1.             | "Perfeito"                                | Heloisa Rosa                                    | 05:29   |  |
| 2.             | "Tocou-me"                                | Willian J. Gaither                              | 04:18   |  |
| 3.             | "Alvo mais que a Neve"                    | H.M.W - H. Maxwell Wrigth                       | 05:44   |  |
| 4.             | "Amigo Eterno (What a Friend I've Found)" | Martin Smith / Versão: David M. Quinlan         | 08:05   |  |
| 5.             | "Guia-me Sempre"                          | E.W - Ernesto Wootton                           | 05:40   |  |
| 6.             | "Cidade Santa"                            | Robert H. Moreton                               | 03:57   |  |
| 7.             | "Sou Feliz"                               | William Edwin Entzminger e Peter Philip Bilhorn | 05:47   |  |
| 8.             | "Só Você me Amou"                         | D.R                                             | 04:34   |  |
| 9.             | "Doce Presença"                           | D.R                                             | 05:12   |  |
| 10.            | "Desejado das Nações"                     | D.R                                             | 07:52   |  |
| Duração total: | Duração total:                            | Duração total:                                  | 56:42   |  |

## Ficha técnica
| Críticas profissionais | Críticas profissionais |
| Avaliações da crítica  | Avaliações da crítica  |
| Fonte                  | Avaliação              |
| ---------------------- | ---------------------- |
| O Propagador           | [ 4 ]                  |
| Super Gospel           | (favorável)            |

HELOISA ROSA
- Heloisa Rosa - Vocais e violão
- Marcos Almeida - Teclado, piano e vocal de apoio
- Lucas Fonseca - Bateria
- Felipe Vieira - Baixo
- Josias Alexandre - Guitarra

- Estúdio de Gravação e Mixagem: Estúdio Mickael - SP
- Técnico de Gravação: Bill R.
- Mixagem: Bill R.
- Masterização: Bill R.

ATMOSFERA DE ADORAÇÃO (M.I.G.)
- Produção Executiva: Ministério Irineo Grubert
- Produção e arranjo musical: Aldo Silva
- Bateria: Jeffa Cavalheiro
- Teclados: Rubem Morais
- Contra Baixo: Jonifer Souza
- Violão e Guitarra: Aldo Silva
- Back Vocal: Gleice Mouchiat, Paulinho Rosa e Andréia
- Vocais: Marcela Juliana Amaral, Junior Batista e Jonatas Piloto

- Estúdio de Gravação e Mixagem: Estúdio Mickael - SP
- Técnico de Gravação: Ely Bontempo
- Mixagem: Bill R. e Aldo Silva
- Masterização: Bill R.

- Projeto Gráfico e direção de arte: Marcus Castro